# Bullerichthys fascidens
Bullerichthys fascidens — вид плакодерм ряду Артродіри (Arthrodira) підряду Brachythoraci. Рибка існувала у  девонському періоді, 382–372 млн років тому. Скам'янілі рештки виду знайдені у відкладеннях формування Гого на заході  Австралії.